# 博兹
博兹（法語：Boz）是法国安省的一个市镇，位于该省西北部。该市镇的总面积为7.31平方公里，2015年时的人口数量为516。

## 人口
博兹人口变化图示
| 数据来源：INSEE |